# 바르그 시라즈 FC
바르그 시라즈 FC(페르시아어: برق شيراز)는 이란의 시라즈를 연고지로 한 축구 클럽이다.